# جورجو فرینی
جورجو فرینی (به ایتالیایی: Giorgio Ferrini) بازیکن فوتبال و اهل ایتالیا است 

## تیم ملی
از سال ۱۹۶۲ میلادی عضو تیم ملی فوتبال ایتالیا بوده و در ۷ بازی ملی حضور داشته‌است. او در بازی‌های ملی‌اش گلی به ثمر نرساند.
جیورجیو فررینی آخرین بازی ملی خود را در سال ۱۹۶۸ میلادی انجام داد.

## نگارخانه

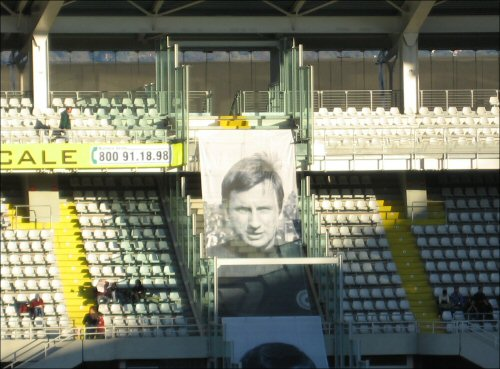
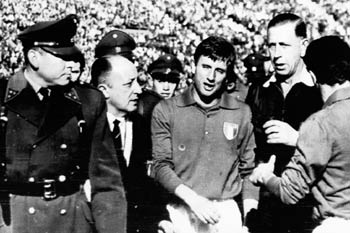
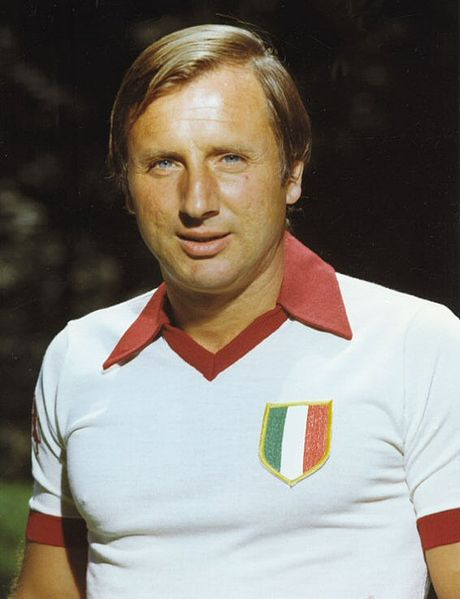